# ZFC in het seizoen 1969/70
Het seizoen 1969/1970 was het 15e jaar in het bestaan van de Zaandamse betaaldvoetbalclub ZFC. De club kwam uit in de Tweede divisie en eindigde daarin op de 13e plaats. Tevens deed de club mee aan het toernooi om de KNVB beker, hierin werd de club in de eerste ronde uitgeschakeld door Telstar (0–2).

## Wedstrijdstatistieken

### Tweede divisie
|       | AGOVV | Baronie | SC Drente | EDO   | Eindhoven | Gooiland | Heerenveen | Hermes DVS | Limburgia | NOAD  | PEC   | RBC   | Roda JC | Velox | FC VVV | Wageningen |
| ----- | ----- | ------- | --------- | ----- | --------- | -------- | ---------- | ---------- | --------- | ----- | ----- | ----- | ------- | ----- | ------ | ---------- |
| Thuis | 2 – 0 | 2 – 2   | 1 – 2     | 2 – 2 | 0 – 0     | 1 – 0    | 0 – 3      | 1 – 1      | 0 – 0     | 1 – 2 | 1 – 1 | 4 – 4 | 1 – 2   | 0 – 0 | 2 – 1  | 0 – 2      |
| Uit   | 1 – 3 | 0 – 1   | 4 – 2     | 0 – 2 | 1 – 1     | 3 – 0    | 2 – 0      | 2 – 2      | 2 – 2     | 0 – 0 | 2 – 0 | 1 – 0 | 2 – 0   | 3 – 0 | 1 – 0  | 3 – 1      |

### KNVB beker
| 1e ronde                                      | ZFC | 0 – 2 (0 – 1) | Telstar                         |
| 19 oktober 1969 Plaats: Zaandam Westzanerdijk |     |               | 31' Cees de Vries 87' Dick Beek |

## Statistieken ZFC 1969/1970

### Eindstand ZFC in de Nederlandse Tweede divisie 1969 / 1970
| Stand | Gespeeld | Gewonnen | Gelijk | Verloren | Punten | Doelpunten voor | Doelpunten tegen |
| ----- | -------- | -------- | ------ | -------- | ------ | --------------- | ---------------- |
| 13e   | 32       | 6        | 12     | 14       | 24     | 32              | 49               |

### Topscorers
| #      | Naam                | Goal |
| ------ | ------------------- | ---- |
| 1.     | Hans van Eikeren    | 6    |
| 1.     | Dick Helling        | 6    |
| 3.     | Abe van den Ban     | 4    |
| 3.     | Bob Westra          | 4    |
| 5.     | Tjeerd Koopman      | 3    |
| 5.     | Ab Ruitenbeek       | 3    |
| 7.     | Peter van Ingen     | 2    |
| 8.     | Wim Karreman        | 1    |
| 8.     | Ab Laks             | 1    |
| 8.     | Ed Langereis        | 1    |
| 8.     | Jacob van der Walle | 1    |
| Totaal | Totaal              | 32   |

| #      | Naam        | Goal |
| ------ | ----------- | ---- |
| –      | Geen speler | 0    |
| Totaal | Totaal      | 0    |

## Voetnoten
AGOVV · Baronie · SC Drente · EDO · Eindhoven · Gooiland · Heerenveen · Hermes DVS · Limburgia · NOAD · PEC · RBC · Roda JC · Velox · FC VVV · Wageningen · ZFC